# 天鵝座V1934
天鵝座V1934，又名BD+48 3376，HD 204131、SAO 50817、HR 8206，是天鵝座的一颗恒星，视星等为6.58，位于銀經92.2，銀緯-0.82，其B1900.0坐标为赤經21h 21m 25.8s，赤緯+48° -0.82′ 31″。